# Peter Michiaki Nakamura

Wappen von Peter Michiaki Nakamura als Weihbischof

Peter Michiaki Nakamura (jap. ペトロ 中村倫明, Petoro Nakamura Michiaki; * 21. März 1962 in Saikai, Präfektur Nagasaki) ist ein japanischer Geistlicher und römisch-katholischer Erzbischof von Nagasaki.

## Leben
Peter Michiaki Nakamura besuchte das Kleine Seminar in Nagasaki. Anschließend studierte er Philosophie und Katholische Theologie am Priesterseminar St. Sulpice in Fukuoka. Am 19. März 1988 empfing er in der Urakami-Kathedrale in Nagasaki das Sakrament der Priesterweihe für das Erzbistum Nagasaki.
Nakamura war nach der Priesterweihe zunächst als Lehrer am Kleinen Seminar in Nagasaki tätig, bevor er 1989 Pfarrvikar an der Nakamachi-Kirche in Nagasaki wurde. 1991 wurde er für weiterführende Studien nach Rom entsandt, wo er 1994 an der Päpstlichen Akademie Alfonsiana ein Lizenziat im Fach Moraltheologie erwarb. Nach der Rückkehr in seine Heimat wirkte Nakamura zunächst erneut am Kleinen Seminar in Nagasaki, bevor er 1999 Pfarrvikar an der Urakami-Kathedrale in Nagasaki wurde. Von 2002 bis 2005 war er Pfarrer in Togitsu. Anschließend war er in der Priesterausbildung am Priesterseminar St. Sulpice in Fukuoka tätig. Von 2007 bis 2014 wirkte Nakamura als Pfarrer in Uematsu. Ab 2014 war er schließlich Pfarrer in Miura-machi. Neben seiner Tätigkeit in der Pfarrseelsorge lehrte er bereits ab 2009 Moraltheologie an den Priesterseminaren in Fukuoka und in Tokio.
Am 31. Mai 2019 ernannte ihn Papst Franziskus zum Titularbischof von Fesseë und zum Weihbischof in Nagasaki. Der Erzbischof von Nagasaki, Joseph Mitsuaki Takami PSS, spendete ihm am 16. September desselben Jahres in der Urakami-Kathedrale in Nagasaki die Bischofsweihe; Mitkonsekratoren waren der Bischof von Ōita, Paul Sueo Hamaguchi, und der Erzbischof von Osaka, Thomas Aquino Man’yō Kardinal Maeda. Nakamura wählte den Wahlspruch Dare ut Christus, cum Christo („Geben wie Christus, mit Christus“).
Am 28. Dezember 2021 ernannte ihn Papst Franziskus zum Erzbischof von Nagasaki. Die Amtseinführung fand am 23. Februar des folgenden Jahres statt.
In der Japanischen Bischofskonferenz gehört Nakamura zudem der Sozialkommission an und leitet den Rat gegen die Diskriminierung der Buraku. Ferner ist er in der Bischofskonferenz zuständig für den gemeinsamen Rat der Bischöfe und Ordensleute und für die Abteilung für den interreligiösen Dialog sowie für die Arbeitsstelle für HIV/AIDS-Betroffene.